# Воробьёвка (Оренбургская область)
Воробьёвка — село в Тоцком районе Оренбургской области Российской Федерации. Входит в состав Погроминского сельсовета.
Численность населения — 0 чел. (2010 год). Фактически урочище, жилых домов, хозяйственных построек нет.

## География
Воробьёвка расположена на берегу реки Вязовка (приток Самары), на северо-восток от центра сельского поселения — села Погромное.

## История
В списках населённых мест Самарской губернии 1859 года упоминается под названием хутор Воробьевка с населением 22 чел.

## Население
| 2010 |
| ---- |
| 0    |

## Транспорт
В 1859 году поселение располагалось по почтовому тракту из Оренбурга в Бузулук и Самару. В хуторе имелась почтовая станция.